# Округ Клејтон (Ајова)
Округ Клејтон (енгл. Clayton County) је округ у америчкој савезној држави Ајова.

## Демографија
По попису из 2010. године број становника је 18.129, што је 549 (-2,9%) становника мање 2000. године.
| Група             | 2000.          | 2010.          |
| Белци             | 18.386 (98,4%) | 17.563 (96,9%) |
| Афроамериканци    | 26 (0,1%)      | 61 (0,3%)      |
| Азијати           | 20 (0,1%)      | 42 (0,2%)      |
| Хиспаноамериканци | 142 (0,8%)     | 306 (1,7%)     |
| Укупно            | 18.678         | 18.129         |